# Paraguay ai Giochi della XXXII Olimpiade
Il Paraguay ha partecipato ai Giochi della XXXII Olimpiade, che si sono svolti a Tokyo, Giappone, dal 23 luglio all'8 agosto 2021 (inizialmente previsti dal 24 luglio al 9 agosto 2020 ma posticipati per la pandemia di COVID-19) con otto atleti, tre uomini e cinque donne.
Si è trattata della tredicesima partecipazione di questo paese ai Giochi estivi. Nessun atleta ha vinto medaglie.

## Delegazione
| Sport            | Uomini | Donne | Totale |
| ---------------- | ------ | ----- | ------ |
| Atletica leggera | 1      | 1     | 2      |
| Canottaggio      | 0      | 1     | 1      |
| Ciclismo         | 0      | 1     | 1      |
| Golf             | 1      | 0     | 1      |
| Nuoto            | 1      | 1     | 2      |
| Tennis           | 0      | 1     | 1      |
| Totale           | 3      | 5     | 8      |

## Risultati

### Atletica leggera
| Q | Qualificato al turno successivo per la posizione in qualificazione                                                           |
| q | Qualificato per il turno successivo per ripescaggio o, negli eventi su campo, conquistando la misura minima per qualificarsi |

Eventi su pista e strada
| Atleta             | Evento            | Batteria  | Batteria  | Semifinale      | Semifinale      | Finale          | Finale          |
| Atleta             | Evento            | Risultato | Posizione | Risultato       | Posizione       | Risultato       | Posizione       |
| ------------------ | ----------------- | --------- | --------- | --------------- | --------------- | --------------- | --------------- |
| Derlis Ayala       | Maratona maschile | N.D.      | N.D.      | N.D.            | N.D.            | 2h18'34"        | 43°             |
| Ana Camila Pirelli | 100 m ostacoli    | 13"98     | 9ª        | non qualificata | non qualificata | non qualificata | non qualificata |

### Canottaggio
| FA   | Qualificato in finale A (per le medaglie)     |
| FB   | Qualificato in finale B (non per le medaglie) |
| FC   | Qualificato in finale C (non per le medaglie) |
| FD   | Qualificato in finale D (non per le medaglie) |
| FE   | Qualificato in finale E (non per le medaglie) |
| FF   | Qualificato in finale F (non per le medaglie) |
| SA/B | Semifinali A/B                                |
| SC/D | Semifinali C/D                                |
| SE/F | Semifinali E/F                                |
| QF   | Qualificato ai quarti di finale               |
| R    | Ripescaggio                                   |

| Atleta           | Evento            | Batteria | Batteria  | Ripescaggio | Ripescaggio | Quarti di finale | Quarti di finale | Semifinali | Semifinali | Finale  | Finale    |
| Atleta           | Evento            | Tempo    | Posizione | Tempo       | Posizione   | Tempo            | Posizione        | Tempo      | Posizione  | Tempo   | Posizione |
| ---------------- | ----------------- | -------- | --------- | ----------- | ----------- | ---------------- | ---------------- | ---------- | ---------- | ------- | --------- |
| Alejandra Alonso | Singolo femminile | 8'11"88  | 4ª R      | 8'08"91     | 1ª QF       | 8'29"80          | 5ª SC/D          | 7'43"33    | 4ª FD      | 7'55"63 | 21ª       |

### Ciclismo su strada
| Atleta               | Evento                   | Tempo | Posizione |
| -------------------- | ------------------------ | ----- | --------- |
| Agua Marina Espínola | Corsa in linea femminile | dnf   | –         |

### Golf
| Atleta           | Evento   | Round 1   | Round 2   | Round 3   | Round 4   | Totale | Totale | Totale     |
| Atleta           | Evento   | Punteggio | Punteggio | Punteggio | Punteggio | Totale | Par    | Classifica |
| ---------------- | -------- | --------- | --------- | --------- | --------- | ------ | ------ | ---------- |
| Fabrizio Zanotti | Maschile | 73        | 67        | 68        | 69        | 277    | −7     | T35        |

### Nuoto
| Atleta       | Gara                            | Batterie | Batterie | Semifinali      | Semifinali      | Finale          | Finale          |
| Atleta       | Gara                            | Tempo    | Pos.     | Tempo           | Pos.            | Tempo           | Pos.            |
| ------------ | ------------------------------- | -------- | -------- | --------------- | --------------- | --------------- | --------------- |
| Ben Hockin   | 100 metri stile libero maschili | 50"41    | 44°      | non qualificato | non qualificato | non qualificato | non qualificato |
| Ben Hockin   | 100 metri farfalla maschili     | 54"81    | =51°     | non qualificato | non qualificato | non qualificato | non qualificato |
| Luana Alonso | 100 metri farfalla femminili    | 1'00"37  | 28ª      | non qualificata | non qualificata | non qualificata | non qualificata |

### Tennis
| Atleta               | Evento              | 32-esimi      | 32-esimi     | 16-esimi        | 16-esimi        | Ottavi di finale | Ottavi di finale | Quarti di finale | Quarti di finale | Semifinali      | Semifinali      | Finale          | Finale          | Classifica      |
| Atleta               | Evento              | Avver.        | Punt.        | Avver.          | Punt.           | Avver.           | Punt.            | Avver.           | Punt.            | Avver.          | Punt.           | Avver.          | Punt.           | Classifica      |
| -------------------- | ------------------- | ------------- | ------------ | --------------- | --------------- | ---------------- | ---------------- | ---------------- | ---------------- | --------------- | --------------- | --------------- | --------------- | --------------- |
| Verónica Cepede Royg | Singolare femminile | Wang Q. (CHN) | P (4-6, 3-6) | non qualificata | non qualificata | non qualificata  | non qualificata  | non qualificata  | non qualificata  | non qualificata | non qualificata | non qualificata | non qualificata | non qualificata |